# Örnsberg (tunnelbanestation)
Örnsberg är en station längs Stockholms tunnelbana belägen i området Örnsberg i stadsdelen Aspudden. Stationen trafikeras av röda linjen, T-bana 2, och ligger mellan stationerna Aspudden och Axelsberg. Avståndet från station Slussen är 5,6 kilometer. Namnet Örnsberg kommer från en fastighet som på 1740-talet förvärvades av Nils Öhrn.

## Historik
Stationen invigdes den 5 april 1964 och består av en plattform utomhus med entré från östra änden vid Örnsbergsvägen. Örnsberg var ändstation fram till 16 maj 1965. Örnsberg är en av få stationer som saknar officiell konstnärlig utsmyckning. Stationen saknar även digital skylt med väntetider i biljetthallen.

## Bildgalleri

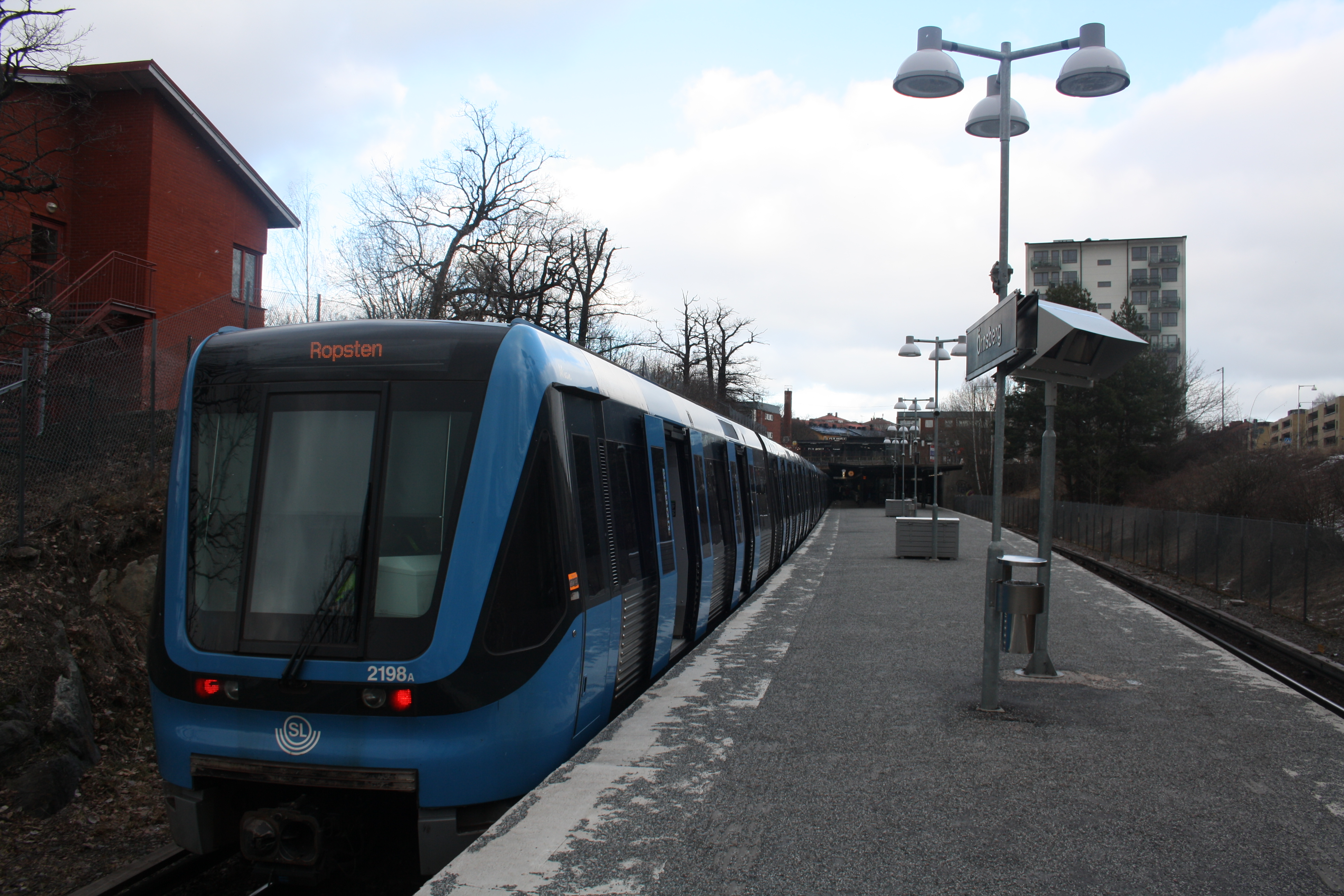
Perrongen, 2019.
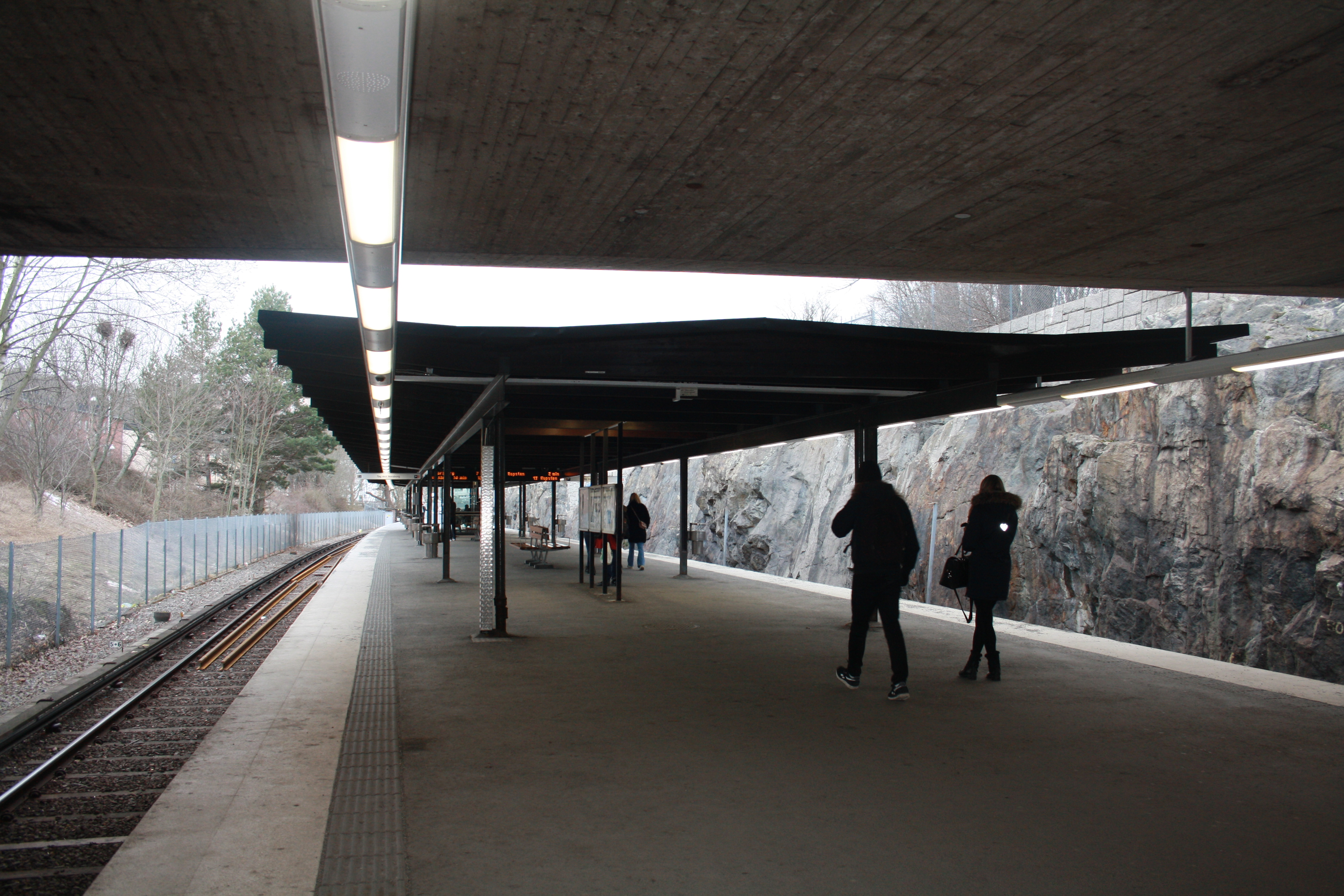
Perrongen, 2019.
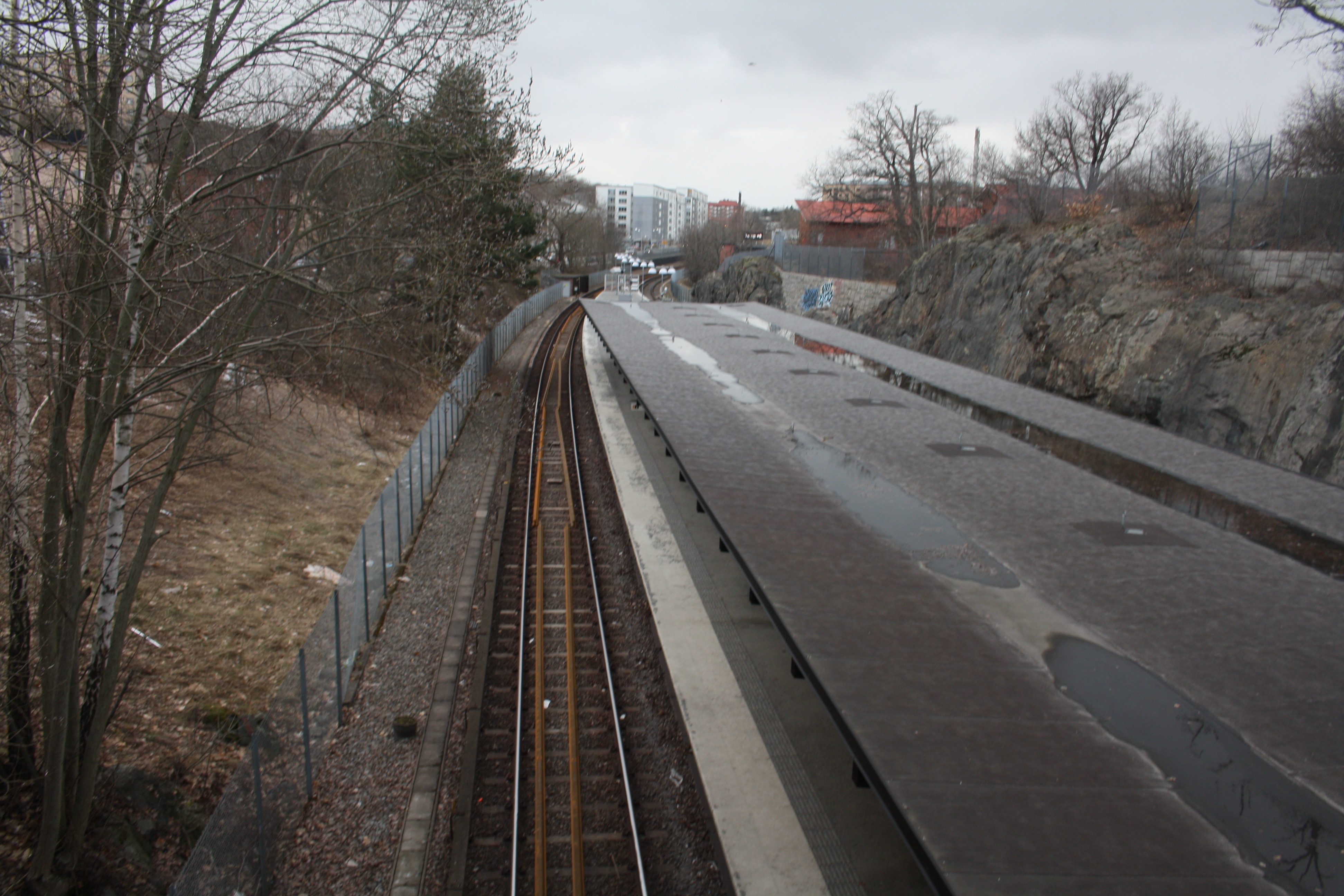
Stationen från ovan, mars 2019.
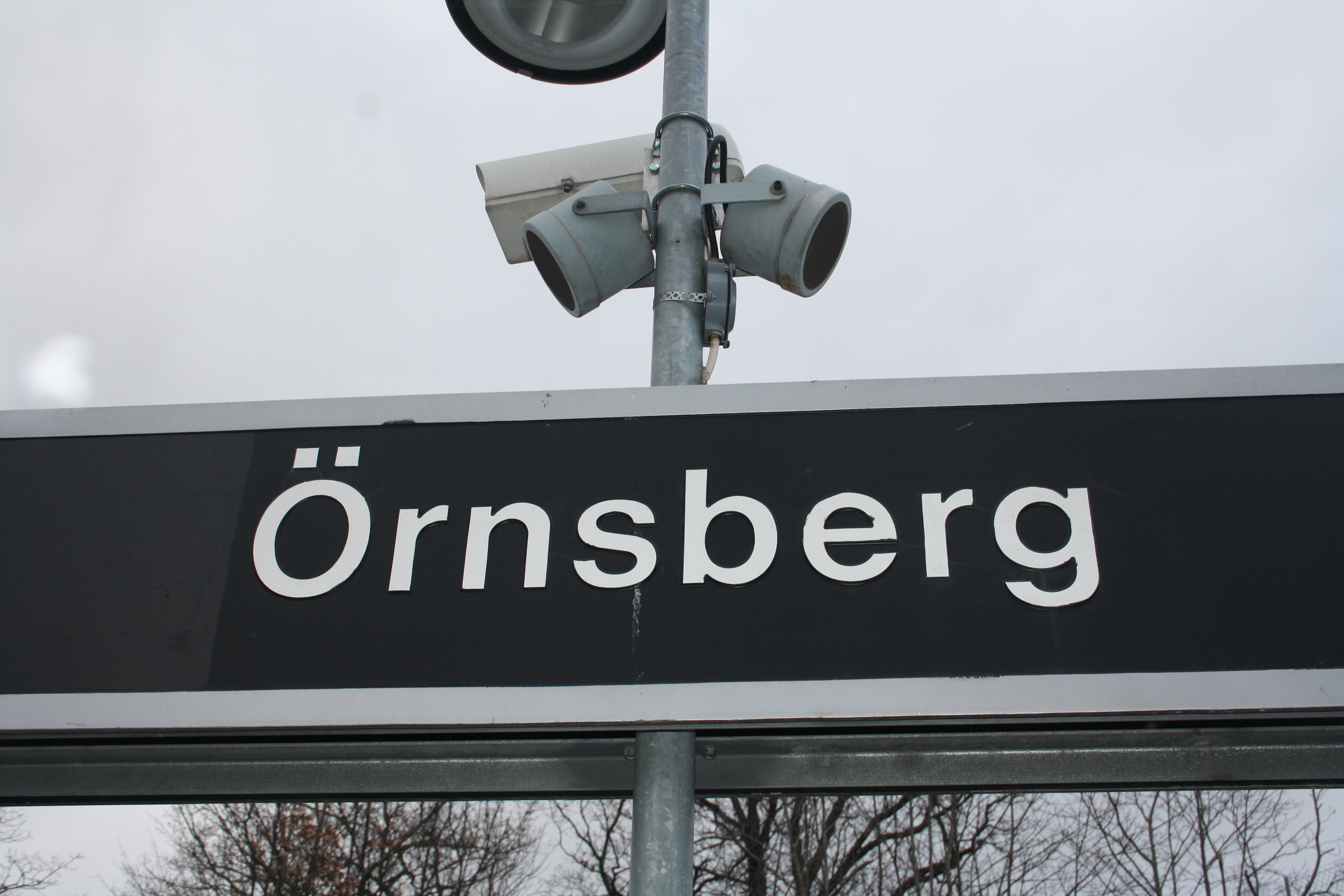
Stationsskylt
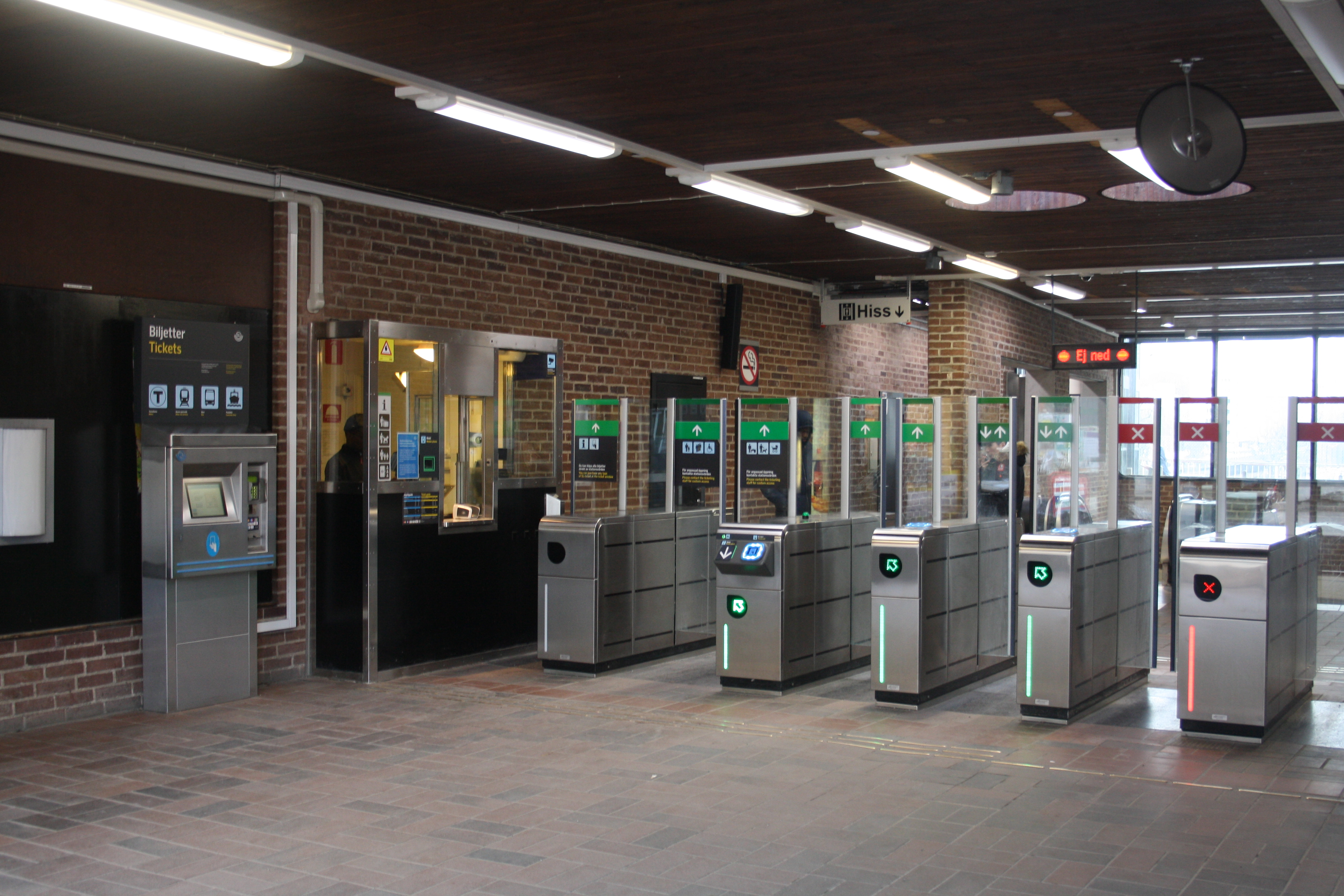
Biljetthallen